# Zonantes nubifer
Zonantes nubifer is een keversoort uit de familie schijnsnoerhalskevers (Aderidae). De wetenschappelijke naam van de soort werd in 1878 gepubliceerd door John Lawrence LeConte.